# Melizma
A melizma (görög 'ének', 'dal') a vokális zenében alkalmazott olyan technika, amikor a szöveg egy-egy szótagjára egy dallamot, dallamrészt énekelnek. Az ilyen éneklést melizmatikusnak nevezzük, szemben a szillabikus énekléssel, amikor minden egyes szótaghoz csak egy hang tartozik. A fogalmat leggyakrabban a középkori egy- és többszólamú énekekkel kapcsolatban használják, de alkalmazható a barokk zene, a gospel, vagy akár a mai szórakoztatózene egyes irányzatai kapcsán is.
A melizmatika a közép- és közel-keleti vokális zenében nagyon elterjedt, ahogy a természeti népek zenéjében is. Az európai népzenében is megtalálható, elsősorban azoknál a népeknél, amelyek zenéje erős keleti hatást tükröz, mint például a dél-spanyol flamenco vagy a dél-balkáni népdalok. Az európai középkor vokális egyházi zenéjébe valószínűleg közvetetten a zsidó kultikus éneklés nyomán, a világi énekekbe, a trubadúr-dalokba, minnesang-ba pedig a középkori arab éneklés hatására kerülhetett.